# Серохохлая гологлазая муравьянка
Серохохлая гологлазая муравьянка (лат. Rhegmatorhina melanosticta) — вид воробьиных птиц из семейства типичных муравьеловковых. Выделяют четыре подвида.

## Распространение
Обитают на территории нескольких стран Южной Америки (см. карту ареала).

## Описание
Длина тела 14-15 см, вес 29-33 г. Большое периорбитальное пятно бледно-голубовато-белое. У самцов номинативного подвида имеется густой бледно-серый гребень, с оливковыми оттенками, затылок, шея, верх тела, крылья и хвост оливково-коричневые, крылья окаймленные рыжеватым, хвост черноватый по направлению к кончику. Боковые стороны головы и горло чёрные, остальная часть тела темно-оливково-коричневая, подкрылки оливково-коричневые. Самка похожа на самца, за исключением того, что передняя часть верхней стороны тела и кроющие крыла у неё имеют короткие чёрные полосы, окаймленные коричнево-рыжей окантовкой. Неполовозрелые самцы без гребня, темя имеет черноватый оттенок, верх тела как у самки, низ тела в том числе с черноватыми перьями. Представители подвида brunneiceps более рыжеватые, макушка рыжеватая с чёрными прожилками, низ более темный. Представители purusiana светлее, у самок чёрные полосы меньше, а светлые края нечёткие.

## Биология
Следуют за муравьями, охотясь на вспугнутых их отрядами из лесной подстилки насекомых и других беспозвоночных.
Кладка в норме содержит 2 яйца.